# 丘乙
丘乙（구을 단군）是烏斯丘檀君的长子和檀君朝鲜的第五代君王(公元前2099年 - 公元前2083年). 
丘乙借鉴中原 的天干地支 开始记元 。现今推测其即位元年大约为公元前11世纪左右。